# Cerkiew w Densuș
Cerkiew w Densuș – cerkiew w Densuș, w Rumunii, wybudowana w XIII wieku. Część z materiałów wykorzystanych do budowy stanowią spolia sprowadzone z ruin Ulpia Traiana Sarmizegetusa. Jest to jeden z najstarszych kamiennych kościołów w Rumunii. W 1991 roku cerkiew została wpisana na Listę światowego dziedzictwa UNESCO.

## Historia

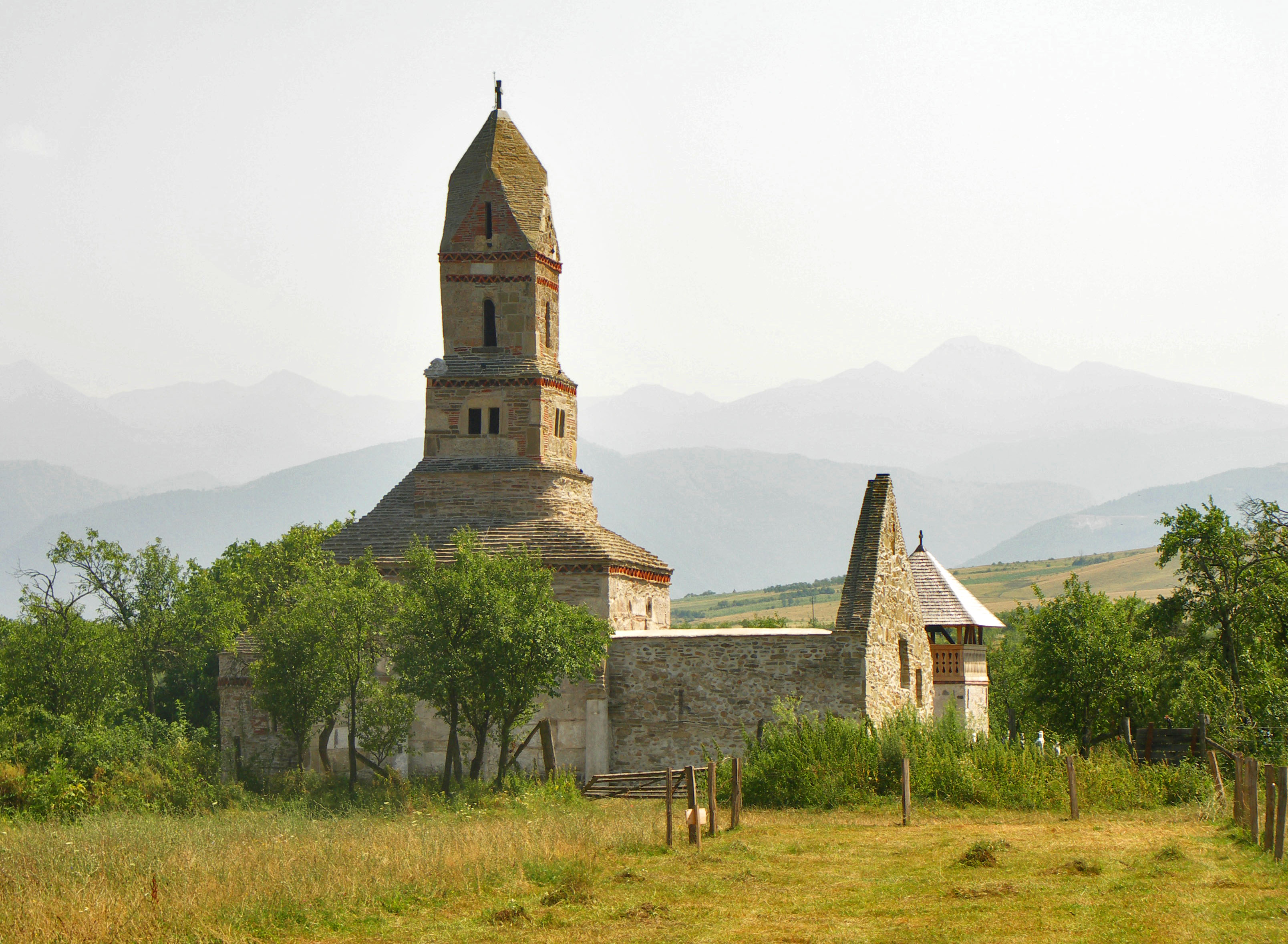
Widok na cerkiew w Densuș od strony północnej

Budynek został wybudowany w XIII wieku. Wewnątrz cerkwi znajdują się XV-wieczne malowidła ścienne przedstawiające Jezusa Chrystusa w rumuńskich strojach. Od 1566 roku do końca XIX wieku cerkiew pełniła również funkcję kościoła kalwińskiego. Z tego powodu w XVI wieku malowidła zostały wybielone wapnem. Dzwonnica kościelna posiada węgierską inskrypcję z 1782 roku. W 1991 roku cerkiew została wpisana na Listę światowego dziedzictwa UNESCO.